# The Bastard Executioner
The Bastard Executioner è una serie televisiva statunitense creata da Kurt Sutter per FX. La serie ha esordito il 15 settembre 2015.
Il 18 novembre 2015 FX ha annunciato la cancellazione della serie.

## Trama
Un nobile cavaliere dell'esercito di re Edoardo I, sopraffatto dagli orrori della guerra, decide di deporre la spada. Ma la violenza torna a perseguitarlo, e il cavaliere è costretto a impugnare la più sanguinosa delle spade, la spada da esecuzione.

## Episodi
| Stagione       | Episodi | Prima TV USA | Prima TV Italia |
| -------------- | ------- | ------------ | --------------- |
| Prima stagione | 10      | 2015         | Inedita         |

## Personaggi e interpreti

### Principali
- Wilkin Brattle, interpretato da Lee Jones
- Annora of the Alders, interpretata da Katey Sagal
- Baronessa Lowry "Love" Aberffraw Ventris, interpretata da Flora Spencer-Longhurst
- Toran Prichard, interpretato da Sam Spruell
- Jessamy Maddox, interpretata da Sarah Sweeny
- Berber il Moro, interpretato da Danny Sapani
- Ash y Goedwig, interpretato da Darren Evans
- The Dark Mute, interpretato da Kurt Sutter
- Father Ruskin, interpretato da Timothy V. Murphy
- Isabel Kiffin, interpretata da Sarah White
- Petra Brattle, interpretata da Elen Rhys
- Luca Maddox, interpretato da Ethan Griffiths
- Milus Corbett, interpretato da Stephen Moyer

### Ricorrenti
- Barone Erik Ventris, interpretato da Brían F. O'Byrne
- Gruffudd y Blaidd, interpretato da Matthew Rhys
- Sir Cormac, interpretato da Ed Sheeran
- Randolph Corbett, interpretato da Martin McCann
- Jonas the Collector, interpretato da Alun Raglan
- Leon Tell, interpretato da Alec Newman
- Locke, interpretato da Ross O'Hennessy

## Produzione
The Bastard Executioner è il primo progetto per FX di Imagine TV, ed è nato da un'idea del produttore Brian Grazer, che ha spiegato: "Trovo che i boia siano dei personaggi incredibilmente affascinanti e provocativi [...] Hanno a che fare con le classi più alte e con quelle più basse. È un lavoro molto più moralmente complesso di quanti si immagini". Grazer ha proposto l'idea a Dana Walden e Gary Newman della 20th Television, che insieme al presidente di Fox21 Bert Salke hanno proposto Kurt Sutter come showrunner. Dopo esserci incontrato con Grazer, Sutter accettò l'incarico, e il progetto venne comprato dal network FX.
Sutter ha spiegato il processo creativo e i vari ostacoli: "È divertente gettarsi in un mondo completamente diverso, in un tempo completamente diverso, un dialetto completamente diverso; la cosa più difficile al momento con il pilot è trovare il giusto ritmo e il modo di parlare".
La serie è stata annunciata ufficialmente nel dicembre 2013. Sutter ha cominciato la scrittura delle sceneggiature dopo la fine della produzione di Sons of Anarchy. Nel novembre 2014 Katey Sagal ha confermato il suo coinvolgimento nella serie.
Paris Barclay, che ha diretto 15 episodi di Sons of Anarchy, ha diretto il pilot ed è produttore esecutivo. Charles Murray, sceneggiatore e co-produttore esecutivo delle ultime due stagioni di Sons of Anarchy, ricopre gli stessi ruoli anche in The Bastard Executioner. Anche Nichole Beattie è stata chiamata da Sutter, con cui aveva già lavorato in Sons of Anarchy.
La serie è girata nel Galles, in Regno Unito.
Nel gennaio 2015 Barclay si è recato nel Regno Unito per lavorare al casting e alle location, mentre Sutter è rimasto negli Stati Uniti per completare la sceneggiatura.
Le riprese sono cominciate il 23 marzo 2015. La produzione ha luogo principalmente ai Pinewood Studios a Cardiff; il set principale della serie, formato da un villaggio medioevale e da un piccolo castello, è stato costruito nel villaggio di Llanharan, vicino a Cardiff.
Il 22 maggio 2015 FX ha annunciato di aver ordinato una stagione da 10 episodi per l'autunno seguente.